# عبدالرحیم اشکلیط
عبدالرحیم اشکلیط (انگلیسی: Abderrahim Chkilit؛ زادهٔ ۱۴ فوریهٔ ۱۹۷۶) بازیکن فوتبال اهل مراکش بود.
از باشگاه‌هایی که در آن بازی کرده‌است می‌توان به باشگاه ورزشی مغرب فاسی و باشگاه فوتبال الرجا اشاره کرد.
وی همچنین در تیم ملی فوتبال مراکش بازی کرده‌است.